# Rodrigo Dornelles
Pour les articles homonymes, voir Dornelles.
Rodrigo Dornelles est un surfeur professionnel brésilien né le 9 janvier 1974 à Porto Alegre au Brésil.

## Carrière

### Saison 2007
| Compétition                | Lieu           | Date         | Position |
| -------------------------- | -------------- | ------------ | -------- |
| Quiksilver Pro             | Australie      | 11 mars      | 33       |
| Rip Curl Pro               | Australie      | 13 avril     | 17       |
| Billabong Pro Teahupoo     | Tahiti         | 14 mai       | 17       |
| Rip Curl Pro Search        | Chili          | 1er juillet  | 33       |
| Billabong Pro              | Afrique du Sud | 22 juillet   | 17       |
| Boost Mobile Pro of Surf   | États-Unis     | 15 septembre | 9        |
| Quiksilver Pro France      | France         | 30 septembre | 5        |
| Billabong Pro              | Espagne        | 14 octobre   | 17       |
| Santa Catarina Pro         | Brésil         | 7 novembre   | 9        |
| Billabong Pipeline Masters | Hawaii         | 20 décembre  | 17       |